# Мицци, Биче
Биче Мицци Вассалло (Bice Mizzi Vassallo), урождённая Беатрикс Вассалло (Beatrix Vassallo) (11.11.1899 — 22.02.1985) — мальтийская пианистка.
Дочь композитора Паолино Вассалло (1856—1923). Под его руководством училась играть на пианино и скрипке. С 1908 года занималась пианино в музыкальных учебных заведениях.
Начиная с 1909 года, выступала на концертах, получая восторженные отзывы прессы.
26 июня 1926 года вышла замуж за Энрико Мицци, лидера партии националистов. У них родился сын Фортунато Мицци (1927—2017), который позже стал священником.
Энрико Мицци в 1940 году был арестован по приказу английского генерал-губернатора Мальты как сторонник Муссолини, а в 1942 году сослан в Уганду. Вернуться он смог лишь 8 марта 1945 года. В сентябре 1950 года он был избран премьер-министром Мальты, но через 3 с половиной месяца умер.
Биче Мицци до 1952 года участвовала в концертах. Также после смерти мужа она занималась тем, что до середины 1960-х годов давала частные уроки игры на пианино.
Биче Мицци умерла 22 февраля 1985 года в возрасте 85 лет.
Начиная с 1987 года, раз в два года в её честь проводится музыкальный конкурс (до 2021 года председателем жюри была Синтия Тёрнер). Также в её честь названы улицы в Пемброке и Санта Лючии.